# Ar-Rauda (Damaszek)
Ar-Rauda (arab. الروضة) – miejscowość w Syrii, w muhafazie Damaszek. W 2004 roku liczyła 4536 mieszkańców.